# Luciano Bonanni
Luciano Bonanni (Roma, 13 dicembre 1922 – Roma, 11 gennaio 1991) è stato un attore italiano, tra i più conosciuti e attivi generici del cinema italiano. È apparso in oltre un centinaio di film e fiction televisive tra il 1951 e il 1990.

## Biografia
Definito da Enrico Montesano un "caratterista efficace", Bonanni inizia a prendere parte come generico a molti film girati a Roma a partire dai primi anni cinquanta. Nel 1962 fa parte del cast della prima edizione della commedia musicale Rugantino di Garinei e Giovannini, nella quale interpreta il burinello; riprende poi lo stesso ruolo nell'edizione del 1978, in cui interpreta anche don Fulgenzio.
Negli anni ottanta inizia a diradare le proprie apparizioni; nel 1986 viene chiamato a interpretare sé stesso nel film Grandi magazzini di Castellano e Pipolo. Quindi, dopo una manciata di apparizioni televisive, conclude la propria carriera nel 1990, pochi mesi prima della morte avvenuta a 68 anni. Riposa al cimitero Flaminio di Roma.

## Filmografia

### Cinema

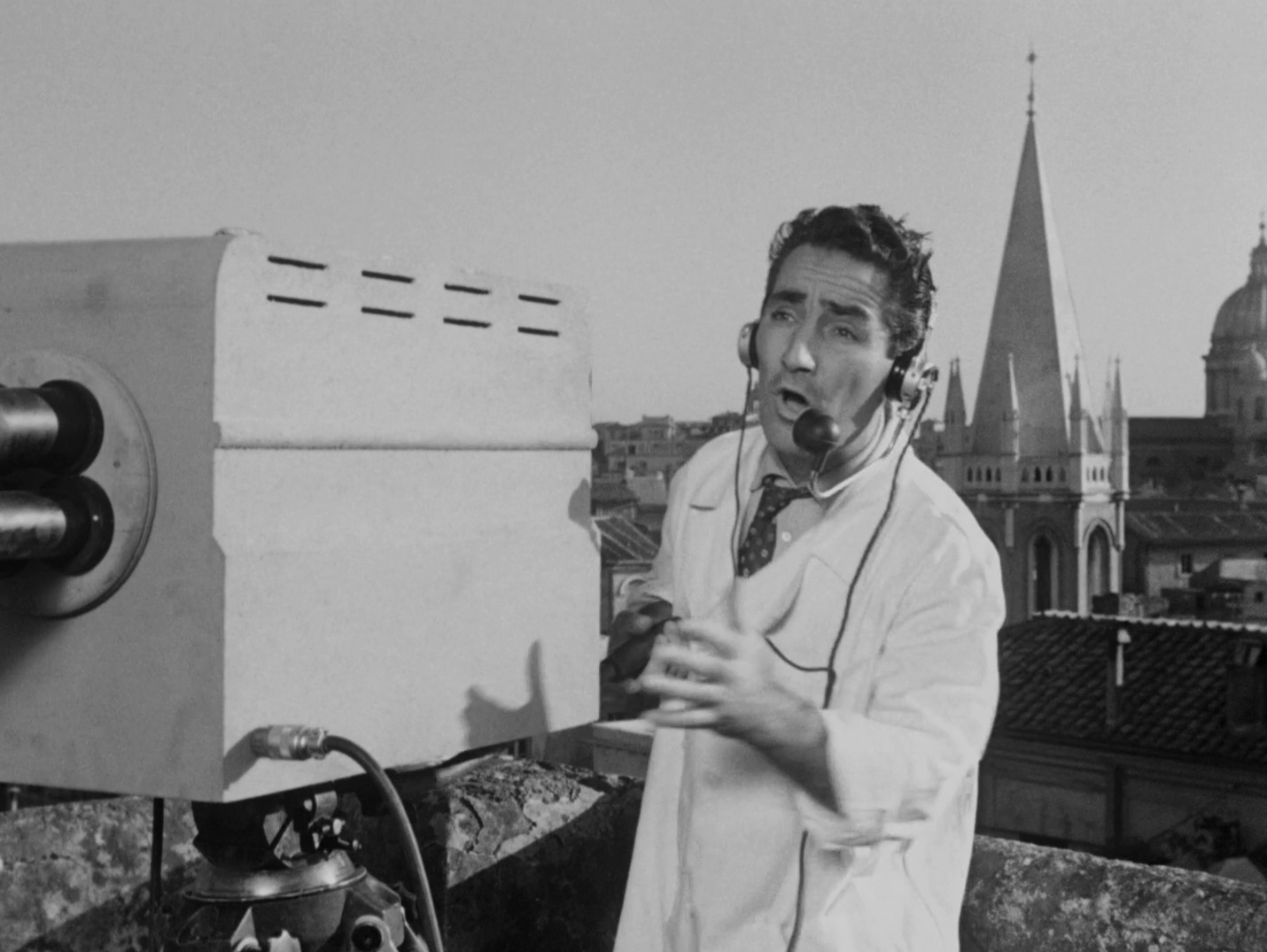
Bonanni in una scena di Un americano a Roma (1954)

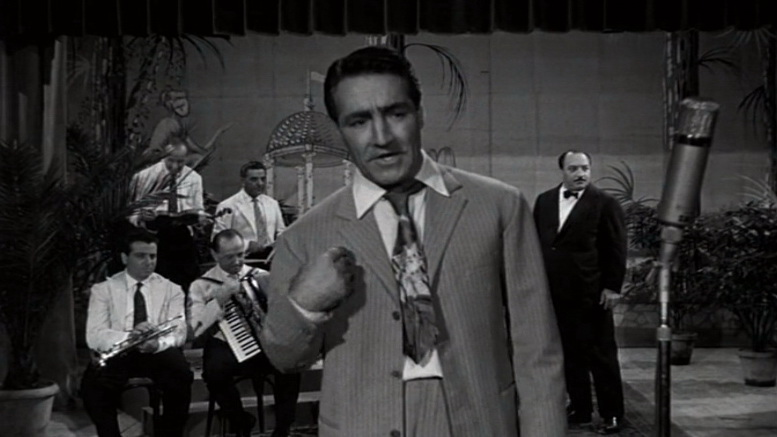
Bonanni in una scena di Carosello di canzoni (1958)

- Guardie e ladri, regia di Mario Monicelli e Steno (1951)
- L'arte di arrangiarsi, regia di Luigi Zampa (1954)
- I tre ladri, regia di Lionello De Felice (1954)
- Un americano a Roma, regia di Steno (1954)
- Siamo uomini o caporali , regia di Camillo Mastrocinque (1955)
- Peccato di castità, regia di Gianni Franciolini (1956)
- Marisa la civetta, regia di Mauro Bolognini (1957)
- Le notti di Cabiria, regia di Federico Fellini (1957)
- Le bellissime gambe di Sabrina, regia di Camillo Mastrocinque (1958)
- Mia nonna poliziotto, regia di Steno (1958)
- Carosello di canzoni, regia di Luigi Capuano (1958)
- Non perdiamo la testa, regia di Mario Mattoli (1959)
- Nel blu dipinto di blu, regia di Piero Tellini (1959)
- Audace colpo dei soliti ignoti, regia di Nanni Loy (1959)
- Il nemico di mia moglie, regia di Gianni Puccini (1959)
- Il mondo dei miracoli, regia di Luigi Capuano (1959)
- I tartassati, regia di Steno (1959)
- L'impiegato, regia di Gianni Puccini (1960)
- Le signore, regia di Turi Vasile (1960)
- I Teddy boys della canzone, regia di Domenico Paolella (1960)
- Letto a tre piazze, regia di Steno (1960)
- Labbra rosse, regia di Giuseppe Bennati (1960)
- La banda del buco, regia di Mario Amendola (1960)
- Era notte a Roma, regia di Roberto Rossellini (1960)
- Che gioia vivere, regia di René Clément (1961)
- Gli scontenti, regia di Giuseppe Lipartiti (1961)
- Il carabiniere a cavallo, regia di Carlo Lizzani (1961)
- Il federale, regia di Luciano Salce (1961)
- Una spada nell'ombra, regia di Luigi Capuano (1961)
- Giorno per giorno, disperatamente, regia di Alfredo Giannetti (1961)
- La cuccagna, regia di Luciano Salce (1962)
- Totò diabolicus, regia di Steno (1962)
- Le quattro giornate di Napoli, regia di Nanni Loy (1962)
- L'attico, regia di Gianni Puccini (1962)
- I due colonnelli, regia di Steno (1963)
- Zorro e i tre moschettieri, regia di Luigi Capuano (1963)
- Panic Button... Operazione fisco! (Panic Button), regia di George Sherman e Giuliano Carnimeo (1963)
- Le ore dell'amore, regia di Luciano Salce (1963)
- Totò contro i quattro, regia di Steno (1963)
- I cuori infranti, regia di Gianni Puccini, episodio E vissero felici (1963)
- Amore facile, regia di Gianni Puccini, episodio Divorzio italo-americano (1964)
- Sedotti e bidonati, regia di Giorgio Bianchi (1964)
- I due parà, regia di Lucio Fulci (1965)
- I soldi, regia di Gianni Puccini e Giorgio Cavedon, episodio Chi troppo sale (1965)
- Thrilling, regia di Ettore Scola, episodio Il vittimista (1965)
- Oggi, domani, dopodomani, regia di Luciano Salce, episodio La moglie bionda (1965)
- Come svaligiammo la Banca d'Italia, regia di Lucio Fulci (1966)
- Amore all'italiana, regia di Steno, episodio Storia domenicale (1966)
- Due once di piombo (Il mio nome è Pecos), regia di Maurizio Lucidi (1966)
- Wanted, regia di Giorgio Ferroni (1967)
- Come rubammo la bomba atomica, regia di Lucio Fulci (1967)
- Addio mamma, regia di Mario Amendola (1967)
- Requiescant, regia di Carlo Lizzani (1967)
- Una ragazza tutta d'oro, regia di Mariano Laurenti (1967)
- Bang Bang Kid, regia di Luciano Sacripanti (1967)
- I 2 vigili, regia di Giuseppe Orlandini (1967)
- La più grande rapina del West, regia di Maurizio Lucidi (1967)
- Soldati e capelloni, regia di Ettore Maria Fizzarotti (1967)
- A qualsiasi prezzo, regia di Emilio P. Miraglia (1968)
- I protagonisti, regia di Marcello Fondato (1968)
- Black Jack, regia di Gianfranco Baldanello (1968)
- Sangue chiama sangue, regia di Luigi Capuano (1968)
- Se vuoi vivere... spara!, regia di Sergio Garrone (1968)
- Joko - Invoca Dio... e muori, regia di Antonio Margheriti (1968)
- Il medico della mutua, regia di Luigi Zampa (1968)
- Niente rose per OSS 117, regia di Renzo Cerrato (1968)
- Sapevano solo uccidere, regia di Tanio Boccia (1968)
- Tenderly, regia di Franco Brusati (1968)
- Un dollaro per 7 vigliacchi, regia di Giorgio Gentili (1968)
- Ciccio perdona... Io no!, regia di Marcello Ciorciolini (1968)
- Ammazzali tutti e torna solo, regia di Enzo G. Castellari (1968)
- Dio perdoni la mia pistola, regia di Mario Gariazzo e Leopoldo Savona (1969)
- Colpo di stato, regia di Luciano Salce (1969)
- Zingara, regia di Mariano Laurenti (1969)
- Dramma della gelosia (tutti i particolari in cronaca), regia di Ettore Scola (1970)
- Splendori e miserie di Madame Royale, regia di Vittorio Caprioli (1970)
- Satiricosissimo, regia di Mariano Laurenti (1970)
- Il prete sposato, regia di Marco Vicario (1971)
- La violenza: quinto potere, regia di Florestano Vancini (1972)
- La polizia ringrazia, regia di Steno (1972)
- Correva l'anno di grazia 1870, regia di Alfredo Giannetti (1972)
- Si può fare... amigo, regia di Maurizio Lucidi (1972)
- Il sindacalista, regia di Luciano Salce (1972)
- Senza famiglia, nullatenenti cercano affetto, regia di Vittorio Gassman (1972)
- Joe Valachi - I segreti di Cosa Nostra (The Valachi Papers), regia di Terence Young (1972)
- No. Il caso è felicemente risolto, regia di Vittorio Salerno (1973)
- Il figlioccio del padrino, regia di Mariano Laurenti (1973)
- ...e continuavano a mettere lo diavolo ne lo inferno, regia di Bitto Albertini (1973)
- Macrò - Giuda uccide il venerdì, regia di Stelvio Massi (1974)
- C'eravamo tanto amati, regia di Ettore Scola (1974)
- Per amare Ofelia, regia di Flavio Mogherini (1974)
- La polizia chiede aiuto, regia di Massimo Dallamano (1974)
- Il venditore di palloncini, regia di Mario Gariazzo (1974)
- Zanna Bianca alla riscossa, regia di Tonino Ricci (1974)
- Paolo il freddo, regia di Ciccio Ingrassia (1974)
- 4 marmittoni alle grandi manovre, regia di Marino Girolami (1974)
- Fantozzi, regia di Luciano Salce (1975)
- La polizia interviene: ordine di uccidere!, regia di Giuseppe Rosati (1975)
- Tutti possono arricchire tranne i poveri, regia di Mauro Severino (1976)
- La portiera nuda, regia di Luigi Cozzi (1976)
- Febbre da cavallo, regia di Steno (1976)
- Un amore targato Forlì, regia di Riccardo Sesani (1976)
- Kakkientruppen, regia di Marino Girolami (1977)
- Un borghese piccolo piccolo, regia di Mario Monicelli (1977)
- I nuovi mostri, regia di Mario Monicelli, episodio Pronto soccorso (1977)
- Canne mozze, regia di Mario Imperoli (1977)
- Il ginecologo della mutua, regia di Joe D'Amato (1977)
- La presidentessa, regia di Luciano Salce (1977)
- Melodrammore, regia di Maurizio Costanzo (1978)
- Geppo il folle, regia di Adriano Celentano (1978)
- Lo chiamavano Bulldozer, regia di Michele Lupo (1978)
- Aragosta a colazione, regia di Giorgio Capitani (1979)
- Il lupo e l'agnello, regia di Francesco Massaro (1980)
- Un sacco bello, regia di Carlo Verdone (1980)
- Sbamm!, regia di Francesco Abussi (1980)
- Camera d'albergo, regia di Mario Monicelli (1981)
- W la foca, regia di Nando Cicero (1982)
- Paulo Roberto Cotechiño centravanti di sfondamento, regia di Nando Cicero (1983)
- "FF.SS." - Cioè: "...che mi hai portato a fare sopra a Posillipo se non mi vuoi più bene?", regia di Renzo Arbore (1983)
- Il tassinaro, regia di Alberto Sordi (1983)
- I soliti ignoti vent'anni dopo, regia di Amanzio Todini (1985)
- Troppo forte, regia di Carlo Verdone (1986)
- Grandi magazzini, regia di Castellano e Pipolo (1986)

### Televisione
- Stasera Fernandel, regia di Camillo Mastrocinque – miniserie TV (1968)
- All'ultimo minuto – serie TV, episodio 1x03 (1971)
- La porta sul buio, regia di Mario Foglietti – miniserie TV (1973)
- Una città in fondo alla strada, regia di Mauro Severino – miniserie TV (1975)
- Un paio di scarpe per tanti chilometri, regia di Alfredo Giannetti – miniserie TV (1981)
- Atto d'amore, regia di Alfredo Giannetti – film TV (1986)
- L'ombra nera del Vesuvio, regia di Steno – miniserie TV (1987)
- Il vigile urbano – serie TV, episodio 1x08 (1989)
- I ragazzi della 3ª C – serie TV, episodi 3x04-3x06 (1989)
- Il giudice istruttore, regia di Florestano Vancini – miniserie TV (1990)

## Doppiatori
In alcune delle opere in cui ha recitato, Bonanni è stato doppiato da altri attori. In particolare da:
- Gualtiero De Angelis in L'impiegato
- Nino Bonanni in Labbra rosse
- Michele Gammino in Satiricosissimo
- Antonio Guidi in Fantozzi
- Arturo Dominici in Lo chiamavano Bulldozer
- Franco Latini in Aragosta a colazione
- Riccardo Garrone in Pierino medico della S.A.U.B.
- Mario Mastria in I soliti ignoti vent'anni dopo